# 奧地利的恩斯特
奧地利的恩斯特（德語：Ernst von Österreich，1553年6月15日—1595年2月20日），神聖羅馬皇帝馬克西米利安二世的第三子（長子夭折，形同次子）。
1594至1595年，恩斯特曾短暫擔任西屬尼德蘭總督。他終生未婚，1595年於布魯塞爾去世，享年41歲。